# Nattersbach
Der Nattersbach bzw. die Natters ist ein linker Zufluss zur Pielach östlich von Frankenfels in Niederösterreich.
Der Nattersbach entspringt zwischen dem Riesberg (1152 m ü. A.) und dem Vorderen Hühnerkogel (1173 m ü. A.), zwei Bergen südlich von Puchenstuben, und fließt nach Norden ab, wo der Höllriesgraben, der Tannenbach, der Steinbach und bei Laubenbachmühle der Laubenbach und danach der Eggbach einmünden. Der erste größere Zubringer ist der von links kommende Höllgraben im westlichen Gemeindegebiet von Frankenfels, der zweite der bei Pernarotte einfließende Pretdenbach. Danach folgen der aus Rosenbühelrotte kommende Rosenbühelgraben, sodann der rechts zufließende Fischbach, der Fischbachmühlrotte entwässert, bevor der Nattersbach durch Frankenfels fließt, wo der Redtenbach einmündet. Der Nattersbach ergießt sich rund 2 Kilometer östlich von Frankenfels in die Pielach. Sein Einzugsgebiet umfasst 55,1 km² in großteils bewaldeter Landschaft.
Der Fluss wird 1388 als Náters erstmals schriftlich erwähnt.